# سيرنتي
سيرنتي، (بالإنجليزية: Serrenti)‏، هي بلدية في مقاطعة جنوب سردينيا، في إقليم سردينيا الإيطالي، وتقع على بعد حوالي 35 كم (22 ميل) شمال غرب كالياري، وحوالي 9 كيلومترات (6 ميل) جنوب شرق سانلوري. اعتبارا من 31 ديسمبر 2004، كان عدد سكانها 5125 وتبلغ مساحتها 42.8 كيلومتر مربع (16.5 ميل مربع). 

## السكان
في سنة 1861 بلغ عدد السكان 2٬294 نسمة، وتطور العدد ليصل في سنة 2011 لـ 5٬028 نسمة.
يظهر هذا المخطط البياني تطور النمو السكاني لـ سيرنتي